# Населення Північних Маріанських Островів
Населення Північних Маріанських Островів. Чисельність населення країни 2015 року становила 52,3 тис. осіб (209-те місце у світі). Чисельність маріанців стабільно збільшується, народжуваність 2015 року становила 18,32 ‰ (99-те місце у світі), смертність — 3,71 ‰ (213-те місце у світі), природний приріст — 2,18 % (42-ге місце у світі) . 

## Природний рух

### Відтворення
Народжуваність у Північних Маріанських Островах, станом на 2015 рік, дорівнює 18,32 ‰ (99-те місце у світі). Коефіцієнт потенційної народжуваності 2015 року становив 1,98 дитини на одну жінку (124-те місце у світі).
Смертність у Північних Маріанських Островах 2015 року становила 3,71 ‰ (213-те місце у світі).
Природний приріст населення в країні 2015 року становив 2,18 % (42-ге місце у світі).

### Вікова структура

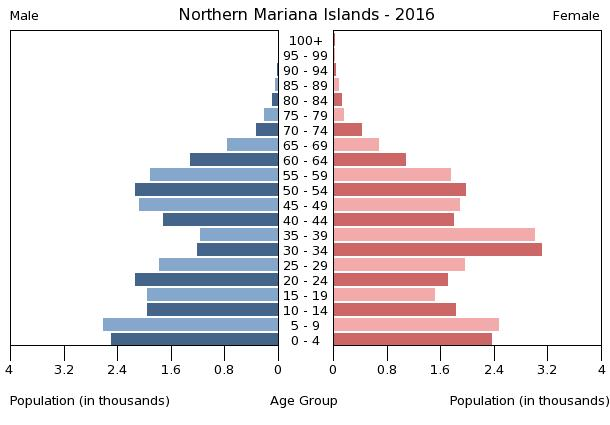
Віково-статева піраміда населення Північних Маріанських Островів, 2016 рік

Середній вік населення Північних Маріанських Островів становить 32,7 року (93-тє місце у світі): для чоловіків — 30, для жінок — 33,7 року. Очікувана середня тривалість життя 2015 року становила 77,82 року (65-те місце у світі), для чоловіків — 75,15 року, для жінок — 80,65 року.
Вікова структура населення Північних Маріанських Островів, станом на 2015 рік, мала такий вигляд:
- діти віком до 14 років — 25,6 % (6917 чоловіків, 6483 жінки);
- молодь віком 15—24 роки — 14,39 % (4216 чоловіків, 3317 жінок);
- дорослі віком 25—54 роки — 44,3 % (9802 чоловіки, 13 385 жінок);
- особи передпохилого віку (55—64 роки) — 10,76 % (3031 чоловік, 2601 жінка);
- особи похилого віку (65 років і старіші) — 4,95 % (1240 чоловіків, 1351 жінка)[1].

## Розселення
Густота населення країни 2015 року становила 119,7 особи/км² (94-те місце у світі).

### Урбанізація
Північні Маріанські Острови надзвичайно урбанізована країна. Рівень урбанізованості становить 89,2 % населення країни (станом на 2015 рік), темпи зростання частки міського населення — 0,39 % (оцінка тренду за 2010—2015 роки).
Головні міста держави: Сайпан (столиця) — 49,0 тис. осіб (дані за 2014 рік).

### Міграції
Річний рівень імміграції 2015 року становив 7,16 ‰ (17-те місце у світі). Цей показник не враховує різниці між законними і незаконними мігрантами, між біженцями, трудовими мігрантами та іншими.

## Расово-етнічний склад
| Етнічний склад (2017 рік) | Етнічний склад (2017 рік) | Етнічний склад (2017 рік) | Етнічний склад (2017 рік) | Етнічний склад (2017 рік) |
| ------------------------- | ------------------------- | ------------------------- | ------------------------- | ------------------------- |
| Етнос:                    |                           |                           | Відсоток:                 |                           |
| філіппінці                | філіппінці                |                           | 35.3%                     | 35.3%                     |
| китайці                   | китайці                   |                           | 6.8%                      | 6.8%                      |
| корейці                   | корейці                   |                           | 4.2%                      | 4.2%                      |
| інші азіати               | інші азіати               |                           | 3.7%                      | 3.7%                      |
| чаморро                   | чаморро                   |                           | 23.9%                     | 23.9%                     |
| каролінці                 | каролінці                 |                           | 4.6%                      | 4.6%                      |
| полінезійці               | полінезійці               |                           | 6.4%                      | 6.4%                      |
| мішаного походження       | мішаного походження       |                           | 12.7%                     | 12.7%                     |
| інші                      | інші                      |                           | 2.5%                      | 2.5%                      |

Головні етноси країни: філіппінці — 35,3 %, китайці — 6,8 %, корейці — 4,2 %, інші азіати — 3,7 %, чаморро — 23,9 %, каролінці — 4,6 %, полінезійці — 6,4 %, інші — 2,5 %, мішаного походження — 12,7 % населення (оціночні дані за 2010 рік).

## Мови
| Мови Північних Маріан (2012 рік) | Мови Північних Маріан (2012 рік) | Мови Північних Маріан (2012 рік) | Мови Північних Маріан (2012 рік) | Мови Північних Маріан (2012 рік) |
| -------------------------------- | -------------------------------- | -------------------------------- | -------------------------------- | -------------------------------- |
| Мова:                            |                                  |                                  | Відсоток:                        |                                  |
| чаморро                          | чаморро                          |                                  | 24.1%                            | 24.1%                            |
| англійська                       | англійська                       |                                  | 17%                              | 17%                              |
| філіппінські мови                | філіппінські мови                |                                  | 32.8%                            | 32.8%                            |
| тихоокеанські мови               | тихоокеанські мови               |                                  | 10.1%                            | 10.1%                            |
| китайська                        | китайська                        |                                  | 6.8%                             | 6.8%                             |
| інші                             | інші                             |                                  | 10.6%                            | 10.6%                            |

Офіційні мови: чаморро — володіє 24,1 %, англійська — 17 %. Інші поширені мови: мови народів Філіппінських островів — 32,8 %, інші тихоокеанські мови — 10,1 %, китайська 6,8 %, інші азійські мови — 7,3 %, інші не азійські мови — 1,9 % (оцінка 2010 року).

## Релігії
| Релігії на Північних Маріанах (2009 рік) | Релігії на Північних Маріанах (2009 рік) | Релігії на Північних Маріанах (2009 рік) | Релігії на Північних Маріанах (2009 рік) | Релігії на Північних Маріанах (2009 рік) |
| ---------------------------------------- | ---------------------------------------- | ---------------------------------------- | ---------------------------------------- | ---------------------------------------- |
| Віросповідання:                          |                                          |                                          | Відсоток:                                |                                          |
| католики                                 | католики                                 |                                          | 87.5%                                    | 87.5%                                    |
| місцеві вірування                        | місцеві вірування                        |                                          | 12.5%                                    | 12.5%                                    |

Головні релігії й вірування, які сповідує, і конфесії та церковні організації, до яких відносить себе населення країни: превалює римо-католицтво, поширені місцеві традиційні вірування.

## Освіта
Рівень письменності 2015 року становив 99 % дорослого населення (віком від 15 років): 99 % — серед чоловіків, 99 % — серед жінок.

## Охорона здоров'я
Смертність немовлят до 1 року, станом на 2015 рік, становила 5,4 ‰ (172-ге місце у світі); хлопчиків — 5,78 ‰, дівчаток — 5 ‰.

### Захворювання
Кількість хворих на СНІД невідома, дані про відсоток інфікованого населення в репродуктивному віці 15—49 років відсутні. Дані про кількість смертей від цієї хвороби за 2014 рік відсутні.

### Санітарія
Доступ до облаштованих джерел питної води 2015 року мало 97,5 % населення в містах і 97,5 % в сільській місцевості; загалом 97,5 % населення країни. Відсоток забезпеченості населення доступом до облаштованого водовідведення (каналізація, септик): в містах — 79,7 %, в сільській місцевості — 79,7 %, загалом по країні — 79,7 % (станом на 2015 рік).

## Соціально-економічне становище
Дані про відсоток населення країни, що перебуває за межею бідності, відсутні. Дані про розподіл доходів домогосподарств у країні відсутні. Рівень проникнення інтернет-технологій низький. Станом на липень 2015 року в країні налічувалось 16 тис. унікальних інтернет-користувачів що становило 30,6 % загальної кількості населення країни.

### Трудові ресурси
Загальні трудові ресурси 2010 року становили 27,97 тис. осіб, включно з іноземними працівниками (206-те місце у світі). Зайнятість економічно активного населення у господарстві країни розподіляється таким чином: аграрне, лісове і рибне господарства — 1,9 %; промисловість і будівництво — 10 %; сфера послуг — 88,1 % (станом на 2010 рік). Безробіття 2010 року дорівнювало 11,2 % працездатного населення, 2005 року — 8 % (129-те місце у світі);

## Кримінал

### Торгівля людьми
Згідно зі щорічноїю доповіддю про торгівлю людьми (англ. Trafficking in Persons Report) Управління з моніторингу та боротьби з торгівлею людьми Державного департаменту США, уряд Північних Маріанських Островів докладає значних зусиль у боротьбі з явищем примусової праці, сексуальної експлуатації, незаконною торгівлею внутрішніми органами, але законодавство відповідає мінімальним вимогам американського закону 2000 року щодо захисту жертв (англ. Trafficking Victims Protection Act’s) не повною мірою, країна перебуває у списку другого рівня.

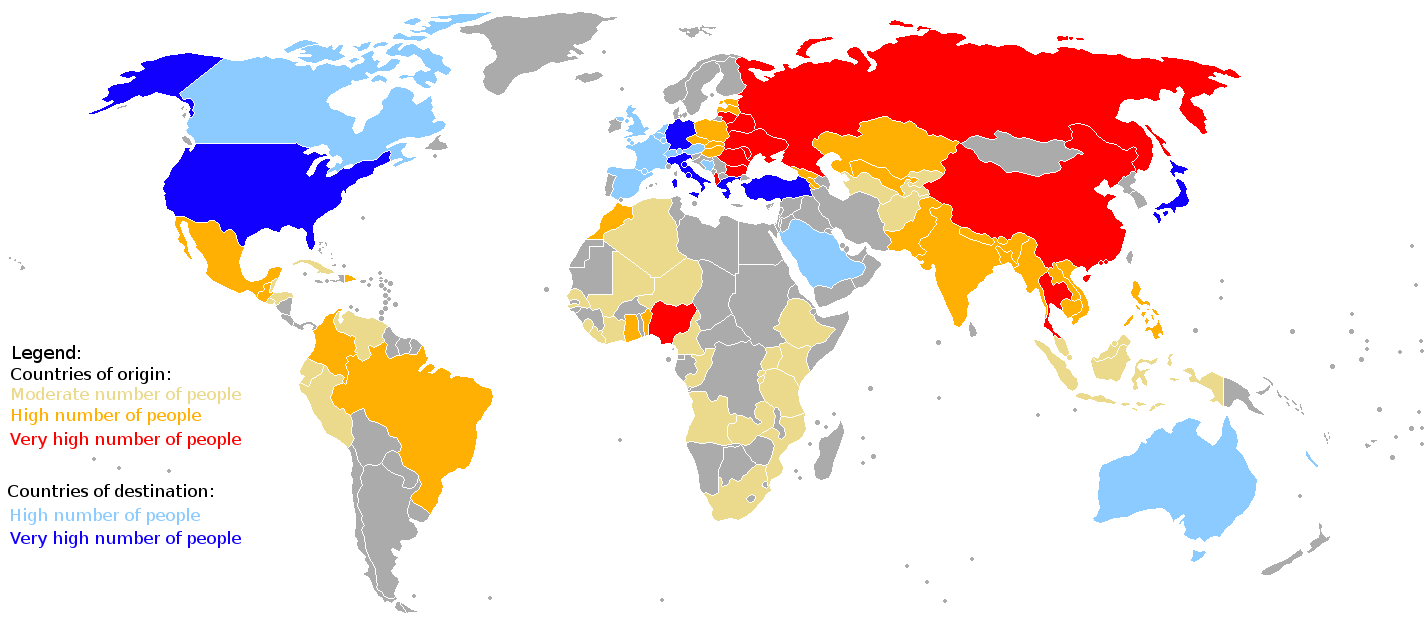
Країни-донори (червоний) і країни-реципієнти кримінальних потоків  (англ.)
Глобальна боротьба з торгівлею людьми (англ.)

## Гендерний стан
Статеве співвідношення (оцінка 2015 року):
- при народженні — 1,06 особи чоловічої статі на 1 особу жіночої;
- у віці до 14 років — 1,07 особи чоловічої статі на 1 особу жіночої;
- у віці 15—24 років — 1,27 особи чоловічої статі на 1 особу жіночої;
- у віці 25—54 років — 0,73 особи чоловічої статі на 1 особу жіночої;
- у віці 55—64 років — 1,17 особи чоловічої статі на 1 особу жіночої;
- у віці за 64 роки — 0,92 особи чоловічої статі на 1 особу жіночої;
- загалом — 0,93 особи чоловічої статі на 1 особу жіночої[1].

## Демографічні дослідження
Демографічні дослідження в країні ведуться рядом державних (Бюро перепису населення США) і наукових установ Сполучених Штатів Америки.

### Українською
- Атлас. 10—11 клас. Економічна і соціальна географія світу / упорядники :  О. Я. Скуратович, Н. І. Чанцева. — К. : ДНВП «Картографія», 2010. — ISBN 978-966-475-639-3.
- Атлас світу / голов. ред. І. С. Руденко ; зав. ред. В. В. Радченко ; відп. ред. О. В. Вакуленко. — К. : ДНВП «Картографія», 2005. — 336 с. — ISBN 9666315467.
- Безуглий В. В. Економічна і соціальна географія зарубіжних країн : Навчальний посібник. — К. : ВЦ «Академія», 2007. — 704 с. — ISBN 978-966-580-239-6.
- Безуглий В. В., Козинець С. В. Регіональна економічна і соціальна географія світу : Навчальний посібник. — видання 2-ге, доп., перероб. — К. : ВЦ «Академія», 2007. — 688 с. — ISBN 966-580-144-9.
- Головченко В. І., Кравчук О. Країнознавство: Азія, Африка, Латинська Америка, Австралія і Океанія. — К., 2006. — 335 с. — ISBN 966-8939-04-2.
- Гудзеляк І. І. Географія населення: Навчальний посібник / І. Гудзеляк. — Л. : Видавничий центр ЛНУ імені Івана Франка, 2008. — 232 с. — ISBN 978-966-613-599-8.
- Дахно І. І. Країни світу: Енциклопедичний довідник / І. І. Дахно, С. М. Тимофієв. — К. : Мапа, 2011. — 606 с. — (Бібліотека нового українця) — ISBN 978-966-8804-23-6.
- Дахно І. І. Економічна географія зарубіжних країн : навчальний посібник. — К. : Центр учбової літератури, 2014. — 319 с. — ISBN 978-611-01-0682-5.
- Джаман В. О. Регіональні системи розселення: демографічні аспекти. — Чернівці : Рута, 2003. — 392 с. — ISBN 9665685988.
- Дорошенко Л. С. Демографія: Навчальний посібник. — К. : МАУП, 2005. — 112 с. — ISBN 966-608-442-2.
- Дубович І. А. Країнознавчий словник-довідник. — 5-те вид., перероб. і доп. — К. : Знання, 2008. — 839 с. — ISBN 978-966-346-330-8.
- Економічна і соціальна географія країн світу. Навчальний посібник / За ред. Кузика С. П. — Л. : Світ, 2002. — 672 с. — ISBN 966-603-178-7.
- Загальна медична географія світу / В. О. Шевченко [та ін.] — К. : [б.в.], 1998. — 178 с.
- Книш М. М., Мамчур О. І. Регіональна економічна і соціальна географія світу (Латинська Америка та Карибські країни, Африка, Азія, Океанія) : навч. посіб. — Л. : ЛНУ ім. Івана Франка, 2013. — 368 с. — ISBN 978-617-10-0007-0.
- Крисаченко В. С. Динаміка населення: Популяційні, етнічні та глобальні виміри. — К. : Видавництво Національного інституту стратегічних досліджень, 2005. — 368 с. — ISBN 966-554-083-1.
- Любіцева О. О., Мезенцев К. В., Павлов С. В. Географія релігій. — К. : АртЕК, 1999. — 504 с. — ISBN 966-505-006-0.
- Масляк П. О. Країнознавство. — К. : Знання, 2007. — 292 с. — (Вища освіта XXI століття)
- Масляк П. О., Дахно І. І. Економічна і соціальна географія світу / П. О. Масляк, І. І. Дахно ; за ред. П. О. Масляка. — К. : Вежа, 2003. — 280 с. — ISBN 966-7091-53-8.

### Російською
- (рос.) Микронезия // Демографический энциклопедический словарь / главн. ред. Валентей Д. И. — М. : Советская энциклопедия, 1985. — 608 с.
- (рос.) Микронезия // Страны и народы. Австралия и Океания. Антарктида / Редкол. П. И. Пучков (отв. ред.) и др. — М. : «Мысль». — 301 с. — (Страны и народы) — 180 тис. прим.
- (рос.) Атлас народов мира / Отв. ред. С. И. Брук и В. С. Апенченко. — М. : ГУГК ГГК СССР и Институт этнографии им. Н. Н. Миклухо-Маклая АН СССР, 1964. — 185 с. — 20 тис. прим.
- (рос.) Численность и расселение народов мира. Этнографические очерки / под ред. С. И. Брука. — М. : Издательство АН СССР, 1962. — 487 с.
- (рос.) Лаппо Г. М. География городов: Учебное пособие для географических факультетов вузов. — М. : Туманит, изд. центр ВЛАДОС, 1997. — 476 с. — ISBN 5-691-00047-0.
- (рос.) Ягельский А. География населения. — М. : Прогресс, 1980. — 383 с.